# راستة إي
راستة إي (بالفارسية: راسته‌ای) هي قرية تقع في قسم هوديان الريفي (مقاطعة دلغان) في إيران. يقدر عدد سكانها بـ 186 نسمة بحسب إحصاء 2016.